# David Cook
David Roland Cook, född 20 december 1982 i Houston, Texas, är en amerikansk rocksångare och låtskrivare som vann sångtävlingsprogrammet American Idol 2008. David Cook vann över tvåan David Archuleta med omkring 12 miljoner röster i finalen. Cooks debutsingel och vinnarlåt heter "The Time of My Life". Han har även sjungit Mariah Careys hitlåt "Always Be My Baby".
David Cock som är mycket för rock fick inspiration från Chris Daughtry som kom på fjärdeplats i American Idol året innan. Han studerade hans provsjungning för att kunna göra samma saker som Chris och därmed ha en större chans att gå vidare. När Chris stod framför domarna Simon Cowell, Randy Jackson och Paula Abdul blev svaret enhälligt att han skulle gå vidare till tävlingens nästa fas i Hollywood.
Innan American Idol släppte han sitt första soloalbum som fick namnet Analog Heart och i samband med vinsten släpptes hans andra album David Cook. Kända låtar från den skivan är "Light On", skriven av bland andra Chris Cornell, och "Permanent".

## Diskografi
Album
- Analog Heart (2006)
- David Cook (2008)
- This Loud Morning (2011)
- Digital Vein (2015)

EPs
- This Quiet Night (2011)
- Chromance (2018)